# Jess Molho
Jess Molho (* 4. Oktober 1976 in Istanbul) ist eine italienisch-türkischer Schauspieler und Fernsehmoderator.

## Biografie
Jess Molho wurde am 4. Oktober 1976 in Istanbul geboren. Sein Vater ist ein türkischer Jude und seine Mutter eine Italienerin. Zudem ist er doppelter Staatsbürger. Er studierte an der Marmara-Universität.  Danach setzte er seine Studium an der Yeditepe Üniversitesi fort. Sein Debüt gab er 2000 in der Fernsehserie Dadı. Von 2004 bis 2012 war er in Sihirli Annem zu sehen.
2006 trat Molho in Yaprak Dökümü auf. Anschließend wurde er 2007 für die Serie Mahşer gecastet. Seine erste Hauptrolle bekam er in dem Film SüpüRRR. Außerdem moderierte er die Sendungen Yemek Bahane und Kabul Günü. Unter anderem spielte Molho 2012 in der Serie Köstebekgiller die Hauptrolle. 2019 bekam er eine Rolle in Gorbi.

## Filmografie (Auswahl)
Filme
- 2009: SüpüRRR
- 2017: Çat Kapı Aşk

Serien
- 2000: Dadı
- 2000: Çarli İş Başında
- 2002: Çocuklar Duymasın
- 2004–2012: Sihirli Annem
- 2006: Yaprak Dökümü
- 2007: Mahşer
- 2010: Yahşi Cazibe
- 2012: Köstebekgiller
- 2012: İşler Güçler
- 2014: Kardeş Payı
- 2019: Gorbi